# TIM (marchio)

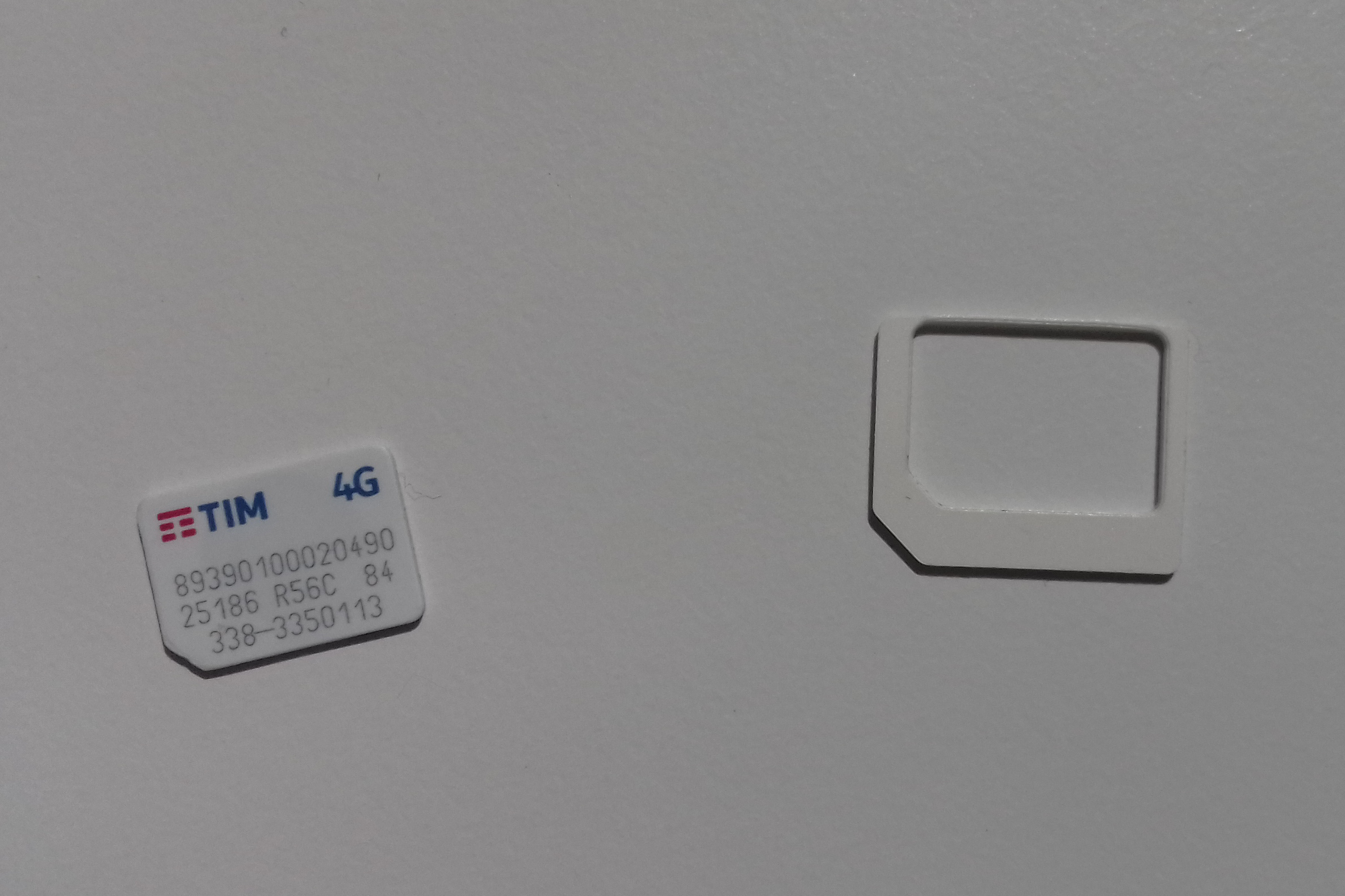
Scheda SIM di TIM

TIM (in precedenza acronimo di Telecom Italia Mobile) è un marchio italiano del gruppo TIM, attivo come gestore di telefonia mobile e fissa.
È stato il primo operatore a consolidarsi nel mercato italiano ed uno dei primi a livello europeo in questo campo, originariamente con il sistema analogico TACS.
Fino a luglio 2015 TIM era associata soltanto ai servizi di telefonia mobile. Da gennaio 2016, con l'arrivo della nuova identità societaria, diventa il marchio unico per tutti i servizi e le offerte di Telecom Italia nel campo delle telecomunicazioni.
Per numero di clienti, TIM è in Italia il secondo operatore di telefonia mobile dopo Wind Tre (30,4% del mercato), e il primo di telefonia fissa (52% del mercato).
Inoltre, TIM è stato lo sponsor ufficiale della Serie A dal 1998 al 2024, e sulle vetture Ferrari di Formula 1 dal 1999 al 2001.

## Storia

### La nascita di Telecom Italia Mobile
Telecom Italia Mobile (TIM) nasce nel maggio 1995 in seguito ad un atto di scissione parziale da Telecom Italia con l'obiettivo di progettare, creare e gestire le reti di telefonia mobile, in un periodo in cui vi erano innovazioni nel campo delle telecomunicazioni (radiomobile GSM, radiomobile TACS, radiomobile di avviso veicolare e personale, sviluppo del GSM). Viene stipulato l'atto di scissione parziale dalla Telecom Italia S.p.A. e il 14 luglio dello stesso anno, Telecom Italia Mobile S.p.A. viene iscritta presso il Tribunale di Torino. Tre giorni dopo, il 17 luglio, l'azienda viene quotata alla Borsa di Milano. Nello stesso anno, il manager Vito Gamberale, già direttore generale di Telecom Italia, viene nominato primo amministratore delegato della società.
Il 7 ottobre, dopo il periodo di sperimentazione presso lo CSELT, TIM lanciò la prima carta prepagata ricaricabile per l'Italia, la TIM Card, diventando la prima compagnia telefonica al mondo ad introdurre questo sistema di tariffazione.
Nel 1996 viene anche introdotta la messaggistica SMS.
Nel mese di febbraio 1997, TIM riceve a Cannes il GSM World Award per il marketing, importante riconoscimento dell'associazione che raccoglie i gestori di reti GSM di tutto il mondo, grazie al successo della carta prepagata (oltre 800.000 clienti in meno di quattro mesi dall'avvio della commercializzazione).
Nel 1999 viene avviato un piano di sperimentazione dell'UMTS con Ericsson. Questo sistema radiomobile 3G avrebbe consentito di accedere ad Internet con velocità superiore, trasmettere dati e accedere a servizi multimediali.

### Anni 2000
Nel 2000 nasce MTV Mobile in collaborazione con TIM
Nel 2002, TIM risulta essere la prima azienda di telecomunicazioni mobili in Europa a lanciare i servizi MMS. Tra il 2002 e il 2004 lancia alcuni servizi a valore aggiunto: SMS e MMS a contenuto, navigazione Internet in tecnologia WAP, giochi e applicazioni Java.
Nel 2003 viene avviato il primo servizio al mondo di TV su telefonino. La Mobile TV di TIM, ideata da Luca Tomassini, sfruttava le capacità di riproduzione video che compaiono sui terminali mobili proprio in quel periodo e, sempre nel 2003, stipula un accordo di roaming internazionale, simile a quello di Vodafone, con operatori mobili leader nel mondo (T-Mobile, Orange e TeliaSonera). Questa alleanza prenderà il nome di FreeMove. Nel 2004, nell'ambito del progetto TIM Turbo, nascono i servizi EDGE ed UMTS, per la trasmissione dei dati ad alta velocità.
Nel 2005 si forma la prima mobile community italiana, TIM Tribù. Il 1º marzo avviene la fusione per incorporazione di TIM Italia S.p.A. in Telecom Italia S.p.A.. Il marchio TIM rimane comunque quello con cui vengono commercializzati i servizi di telefonia mobile. Il programma prevede lo scorporo del business delle telecomunicazioni mobili in Italia in una apposita società (TIM Italia S.p.A.), controllata al 100% da Telecom Italia S.p.A., e del business delle telecomunicazioni mobili internazionali in TIM International B.V., anche questa controllata al 100% da Telecom Italia S.p.A..
A giugno, dopo un "buy-back", ha luogo la fusione effettiva già deliberata per incorporazione di Telecom Italia Mobile S.p.A. all'interno di Telecom Italia S.p.A. La maggioranza assoluta delle azioni della società è sempre rimasta in mano a Telecom Italia. Questo dopo che erano state create le due società partecipate al 100%, di cui si è sopra accennato, rispettivamente per le operazioni italiane (TIM Italia S.p.A.) e nel mercato internazionale (TIM International S.p.A.).
All'inizio del 2006, a seguito dell'OPA e della successiva fusione con Telecom Italia (operatore di telefonia fissa), TIM introduce la sua prima tariffa di convergenza mobile-fisso: TIM Casa, che consente di associare il proprio numero di rete fissa alla propria carta SIM. Tecnicamente, l'operazione si configura in rete come la preesistente opzione 2 in 1 (che consente di associare due numeri di cellulare ad una stessa carta SIM) e comporta la cessazione del contratto di abbonamento alla rete fissa. Dal 1º giugno, TIM lancia la TV Mobile Digitale sul telefonino in formato DVB-H e l'operatore italiano assicura una copertura entro il 2007 del 70-75% della popolazione.
L'11 settembre dello stesso anno, il consiglio di amministrazione di Telecom Italia annuncia lo scorporo dell'azienda e la sua riorganizzazione; si arrestano dunque i progetti per la convergenza tra fisso e mobile. Da ciò potrebbe scaturire la cessione di TIM, sia in Italia (30/35 miliardi di euro) che in Brasile (6/7 miliardi di euro), per sanare l'indebitamento di circa 40 miliardi di euro di Telecom Italia. Il presidente di Telecom Italia, Marco Tronchetti Provera, rassegna le dimissioni il 15 settembre. Al suo posto viene nominato Guido Rossi, il quale, con un'inversione a U che disorienta i mercati, comunica l'intenzione di proseguire il processo di convergenza Fisso-Mobile e di ricercare una collaborazione con l'Authority TLC per consentire un accesso alla rete fissa da parte di tutti i competitor su modello di quanto già fatto da parte di British Telecom.
A fine febbraio 2007 viene presentato un piano industriale per la creazione di quattro diverse Business unit (Fisso, Mobile, Media, ITC and TOP Clients) e la gestione delle attività mobili italiane viene assegnata a Luca Luciani. Non avviene alcuna cessione di TIM Brasil. Ad aprile, Pirelli riceve due offerte, dall'americana AT&T e dalla messicana América Móvil, per rilevare il 66% di Olimpia, la società che controlla il 18% di Telecom Italia, e quindi, anche di TIM. Nessuna di queste avrà però seguito e a fine mese sarà la newco Telco, composta da Telefónica e altri azionisti italiani, a rilevare tale quota.
Ad agosto 2008, TIM annuncia una "grande rimodulazione dei piani ricaricabili" con rincari di 3 cent per ogni minuto di chiamata e contemporaneamente riduce i compensi alla sua rete di vendita. Associazioni dei consumatori e dei commercianti si mobilitano subito. In questo anno, inoltre, arriva sul mercato il servizio TIM Mobile payment, dove il cellulare veniva abilitato non soltanto alle comunicazioni ma anche alle transazioni mobili, offrendo anche la possibilità di monitorare i propri movimenti e gestire il proprio portafoglio elettronico direttamente online, tramite un'apposita area Web.
Nel mese di luglio 2009, Telecom Italia e MP Mirabilia danno inizio a Teleguide, un servizio che consente a cittadini e turisti di ottenere informazioni sui siti artistici direttamente sul cellulare, tramite una chiamata, videochiamata o con un accesso WAP. Nel mese di novembre viene introdotto il servizio TIM TV, la TV Digitale Mobile di TIM sul telefonino. Inoltre, TIM e Samsung siglano un accordo per sperimentare la nuova tecnologia WiBro (Wireless Broadband), la banda larga mobile che rappresenta un'evoluzione dell'UMTS, anticipando il 4G. Nello stesso periodo, sulla rete fissa arriva l'offerta 20 Mega basata sulla tecnologia ADSL2+.

### Anni 2010
Nel mese di dicembre 2011 l'azienda elabora TIM Cloud, un servizio di cloud storage dedicato ai propri clienti dove poter salvare file digitali.
A luglio del 2012 il servizio clienti 119 di TIM ottiene la certificazione di qualità ICIM: la certificazione si riferisce all'intera customer base coprendo tutti i servizi offerti dal 119. Nel mese di novembre dello stesso anno, TIM lancia la sua rete LTE.
A partire dal 5 dicembre 2012, TIM lancia il suo servizio VDSL2 (FTTC indipendente) con profilo 30/3 Mbit/s in alcuni comuni italiani (espanso a 50/10 e successivamente a 100/20 Mbit/s a dicembre 2015 e a 200/20 Mbit/s a giugno 2017).
Nel mese di febbraio 2013, secondo l'accordo tra Telecom Italia e Rai, un campione selezionato di utenti sperimenta il servizio di diretta in HD, possibile grazie alla copertura LTE, in occasione dei Mondiali di Sci Nordico tenutisi in Trentino. A febbraio nasce il servizio TIM Wallet, per poter effettuare pagamenti tramite smartphone grazie alla tecnologia NFC. Nel corso di quest'anno salgono a 384 i comuni italiani dove sono già disponibili i servizi TIM sulla rete LTE, raggiungendo una copertura di oltre il 41% della popolazione nazionale.
Telecom Italia e Amazon siglano un accordo per rendere disponibili le applicazioni Amazon Mobile App e Kindle per Android App sui dispositivi TIM. A fine anno viene siglato un accordo tra TIM a Sky: i clienti TIM potranno accedere ai canali Sky dedicati ai Giochi Olimpici invernali di Soči 2014. L'accordo prevede inoltre la possibilità di estendere la copertura ad altri grandi eventi sportivi Sky.
Nel 2014 vengono avviati i servizi di multimedia entertainment tramite le applicazioni TIMgames, TIMmusic, TIMreading e TIMvision.
Verso la fine dell'anno, la tecnologia LTE Advanced è presente in 60 città italiane. A novembre, Telecom vende le torri in Brasile e inizia le trattative per la fusione tra TIM Brasil e l'operatore locale Oi, quarto operatore nel mobile e leader storico nel fisso. Dal 2014 inizia il processo di rebranding, che nel ha portato TIM ad essere il marchio unico di Telecom Italia per i servizi mobili, fissi e Internet.
Nei primi mesi del 2015 continuano le operazioni di rebranding. A partire dal mese di luglio, il brand TIM è utilizzato per l'intera offerta di telefonia fissa, mobile e Internet dell'azienda Telecom Italia e diventa operativo il sito unificato di TIM, che comprende le offerte e l'assistenza per la telefonia fissa e mobile.
TIM è stato Official Global Partner di Expo 2015. Attraverso il contributo dell'azienda è stato possibile realizzare la prima digital smart city italiana, direttamente nell'area espositiva. TIM ha infatti dotato l'intera area di soluzioni tecnologiche, di infrastrutture di rete fissa, mobile e Internet e di una copertura del sito espositivo con collegamenti a banda ultralarga fissa e mobile e di collegamenti Wi-Fi basati sulla tecnologia Cisco.
Il 5 maggio 2017 sono stati nominati i nuovi vertici dell'azienda: Giuseppe Recchi come presidente esecutivo, Arnaud Roy de Puyfontaine come vicepresidente e Flavio Cattaneo come amministratore delegato.
Nel mese di giugno viene siglato un accordo con 20th Century Fox, che prevede l'aggiunta su TIMvision di oltre 6 000 titoli tra film, serie televisive, produzioni delle major di Hollywood. In agosto, Mediaset e il gruppo Telecom Italia siglano un accordo che permette ai clienti TIM di accedere all'intera offerta televisiva «Premium Online» di Mediaset. TIM e Netflix inoltre stringono un accordo, in conseguenza del quale, dal mese di ottobre, i clienti TIM possono accedere ai contenuti on demand di Netflix tramite il decoder TIMvision.
Nel mese di giugno del 2018, i sindacati confederali e la direzione TIM sottoscrissero un accordo per l'uscita volontaria incentivata di 4 300 persone in due anni.
Nell'agosto 2023 il governo Meloni approva un decreto che autorizza il Ministero dell'economia e delle finanze a presentare, al consiglio di amministrazione di TIM, un'offerta vincolante per rilevare fino al 20% di NetCo, la futura società che gestirà la rete fissa dell’ex monopolista, per un controvalore massimo dell'operazione pari a 2 miliardi e 200 milioni di euro. Il provvedimento fa seguito al memorandum d'intesa stipulato fra il governo e il fondo americano KKR.

## Identità aziendale
Nel 2014, TIM avvia un processo di rebranding, cominciato con la razionalizzazione e semplificazione dell'architettura di marca, volto a costruire un'identità aziendale comune sia a Telecom Italia che a TIM. Nei primi mesi del 2015, l'amministratore delegato Marco Patuano conferma l'avvio delle operazioni di rebranding.
L'operazione ha seguito diversi step che hanno interessato via via tutti gli assetti istituzionali: dall'utilizzo dei due loghi separati si è passati prima all'uso congiunto, poi alla firma TIM con endorsement Telecom Italia e infine alla sola dicitura TIM, unico brand commerciale del Gruppo; viene inoltre introdotta la bolletta mensile di Telecom Italia. A partire da luglio 2015, il marchio TIM (inizialmente acronimo) è utilizzato per l'intera offerta di telefonia fissa, mobile e Internet di Telecom Italia e diventa operativo il sito unificato di TIM. Infine, durante una conferenza stampa tenutasi a Roma il 13 gennaio 2016, Patuano ha presentato il nuovo logo di TIM, sancendo quindi l'unificazione dei marchi TIM e Telecom Italia.
| Anni                               | Logo                   | Slogan | Note                                             |
| ---------------------------------- | ---------------------- | --- | ------------------------------------------------ |
| 1995-1998                          |                        | «Il modo migliore per dirlo» «TIM conviene sempre» | [ 66 ] [ 67 ] [ 68 ] [ 69 ] [ 70 ] [ 71 ] [ 72 ] |
| 1998-2004                          |                        | «La vita migliora» | [ 66 ] [ 67 ] [ 68 ] [ 69 ] [ 70 ] [ 71 ] [ 72 ] |
| 1998-2004                          | «Vivere senza confini» | | [ 66 ] [ 67 ] [ 68 ] [ 69 ] [ 70 ] [ 71 ] [ 72 ] |
| 2004-2014                          |                        | | [ 66 ] [ 67 ] [ 68 ] [ 69 ] [ 70 ] [ 71 ] [ 72 ] |
| «Comunicare è vivere»              |                        | | [ 66 ] [ 67 ] [ 68 ] [ 69 ] [ 70 ] [ 71 ] [ 72 ] |
| 2014-2016                          |                        | | [ 66 ] [ 67 ] [ 68 ] [ 69 ] [ 70 ] [ 71 ] [ 72 ] |
| «Il futuro firmato Telecom Italia» |                        | | [ 66 ] [ 67 ] [ 68 ] [ 69 ] [ 70 ] [ 71 ] [ 72 ] |
| Dal 2016                           |                        | «I più grandi d'Italia» «È bello avere tutto» «E puoi avere tutto» «Da sempre insieme» «Il futuro. Insieme» «Brava... e unica!» «La forza delle connessioni» | [ 66 ] [ 67 ] [ 68 ] [ 69 ] [ 70 ] [ 71 ] [ 72 ] |

## Clienti
Dati aggiornati al 22 dicembre 2023

### Telefonia mobile
27,9 milioni di linee mobili totali (HUMAN+M2M)

### Telefonia fissa
10,450 milioni di linee fisse totali, di cui:
- 7,676 milioni di linee fisse a banda larga;
- 2,776 milioni di linee fisse a banda ultra larga.

Sempre secondo i dati AGCOM, al 2023 la quota di linee Human+M2M è pari al 28,1% (primo operatore italiano), mentre la quota di accessi broadband e ultrabroadband a reti mobili è del 39,4%.

## Copertura di rete

### Rete mobile
La copertura, aggiornata a fine dicembre 2024, ha raggiunto oltre il 99% della popolazione e risulta essere di:
- 4.505 comuni, coperti dalla rete 5G fino a 2 Gbps;
- 6.285 comuni, coperti dalla rete 4G Plus fino a 700 Mbps;
- 1.549 comuni, coperti dalla rete 4G fino a 150 Mbps;

### Rete fissa
La copertura, aggiornata a fine dicembre 2024, risulta essere:
- Il 99,4% della popolazione, coperta dalla rete in rame ADSL fino a 20 Mbps;
- Il 89,5% della popolazione, coperta dalla rete in fibra misto-rame FTTC fino a 100 (e/o 200) Mbps;
- Il 40% delle unità immobiliari[77], (2.290 comuni)[78] è coperto dalla rete in fibra ottica FTTH fino a 1 Gbps (e/o fino a 2,5 Gbps/10 Gbps);